# Western Sydney Stadium
Western Sydney Stadium – wielofunkcyjny stadion sportowy, położony w dzielnicy Parramatta w Sydney (Nowa Południowa Walia), na ulicy O'Connell Street 2150.

## Historia
Stadion Western Sydney Stadium powstaje w miejscu dawnego, wielofunkcyjnego obiektu Parramatta Stadium wybudowanego w 1986 roku. We wrześniu 2015 roku rząd Nowej Południowej Walii ogłosił, że w miejscu stadionu Parramatta Stadium zostanie wybudowany nowy obiekt sportowy o pojemności 30 000 widzów. Budowa nowego obiektu realizowana była w latach 2017 – 2019, a jego koszt wyniósł 360 milionów dolarów australijskich. W grudniu 2016 roku kontrakt na budowę Western Sydney Stadium został przyznany konsorcjum Populous and Lendlease. Parramatta Stadium  został wyburzony na przełomie stycznia i lutego 2017 roku. Ceremonia rozpoczęcia budowy nowego stadionu miała miejsce w dniu 24 września 2017 roku. Stadion nadaje się do rozgrywania spotkań rugby league, rugby union i piłkarskich. Na stadionie swoje mecze domowe rozgrywają kluby rugby league Parramatta Eels oraz piłkarski Western Sydney Wanderers FC. 
Otwarcie nowego stadionu miało miejsce w dniu 22 kwietnia 2019 roku. W meczu otwarcia na stadionie zmierzyły się drużyny rugby league Parramatta Eels i Wests Tigers. Mecz zakończył się zwycięstwem Parramatta Eels w stosunku 51:6. Natomiast Western Sydney Wanderers rozegrali pierwszy mecz przeciwko angielskiemu zespół Leeds United F.C. w dniu 20 lipca 2019 roku. Spotkanie zakończyło się porażką Western Sydney Wanderers w stosunku 1:2.